# エビジム
エビジム（eviGym）は、東京都港区に本社を置くクルル株式会社が運営するパーソナルトレーニングジム 。

## 概要
「すべての人にこころと身体を動かす運動習慣」が理念 。2024年4月に消費者庁が発表したパーソナルジムの健康被害調査 を受けて、エビジムが継続してきた「安全配慮と健康被害防止」のための方針を公表 。
元メジャーリーグトレーナーで、群馬大学共同教育学部 保健体育講座 准教授を務める小山啓太がエビジムのトレーニング責任者(CTO)を務める。同氏のプロアスリートへの指導経験を元にした運動イベントも開催 。運動学者の山西哲郎と共にコロナ禍下での運動ができない子ども向けのオンラインイベントを開催 。
自治体と連携した運動促進活動を行い、20年8月に東京都足立区とMIZUNOと「脳とからだを鍛える運動法」を開催 。24年7月に神奈川県川崎市中原区が開催するKOSUGI SPORTS FESで運動提供 。
また健康経営優良法人のアルティウスリンク株式会社の従業員向けに健康増進セミナーを提供 。

## 沿革
- 2017年　クラリティ株式会社がeviGym準備室を開設。
- 2018年　4月25日：第1号店-eviGym恵比寿店開始。
- 2018年　9月25日：第2号店-eviGym六本木店開始。
- 2019年　2月1日：第3号店-eviGym銀座4F店開始。
- 2019年　5月24日：第4号店-eviGym表参道店開始。
- 2019年　6月4日：第5号店-eviGym銀座3F店開始。
- 2019年　9月24日：第6号店-eviGym恵比寿EAST店開始。
- 2019年　12月4日：第7号店-eviGym渋谷公園通り店開始。
- 2020年　12月14日：第8号店-eviGym渋谷東口店開始。
- 2021年　10月1日：会社名をクラリティ株式会社からクルル株式会社に変更。
- 2021年　7月3日：第9号店-eviGym銀座3rd店開始。
- 2021年　10月28日：第10号店-eviGym武蔵小杉店開始。
- 2022年　3月27日：第11号店-eviGym銀座9F店開始。
- 2023年　2月1日：第12号店-eviGym新宿店開始。
- 2024年　4月1日：第13号店-eviGym旭川店開始 [9]。

## 加盟・賛同団体
- JATI　(日本トレーニング指導者協会)
- NSCAジャパン
- 公益財団法人日本スポーツクラブ協会